# قربانی (فیلم ۱۹۷۹)
«قربانی» (ترکی استانبولی: Adak) یک فیلم است که در سال ۱۹۷۹ منتشر شد.